# Kibertron
A Kibertron vagy Cybertron egy kitalált, Szaturnusz nagyságú bolygó a Transformers univerzumban. A Transformerek otthona.

## Története
Kibertront Prímusz teremtette egy halott aszteroidából az Unikron elleni csata után. Prímusz a bolygó mélyén alszik, várva a végső összecsapást ősi ellenségével.

### Unikron Trilógia
Armada,  Energon, Cybertron

### Aligned continuity family
Prime, Mentő Botok, Robots in Disguise, Mentő bot Akadémia

## Jellemzése
Felszínét teljesen beborítja a fém. Légköre a földi emberek számára belélegezhető. [forrás?] Víz nem található rajta, vagy csak igen kis mennyiségben. Mérete a Szaturnuszszal lehet egyenlő.
A G1 képregény (magyar fordításának) 1. száma szerint a Kibertron a polgárháború kitörésének idején az Alfa Centauri körül keringett, azonban a háború hevessége kimozdította a Kibertront a helyéről, a Straxus kormányzó uralkodását tárgyaló epizódban (Olvasztótégely) már csillagtalan bolygóként szerepel. Holdja a képregény szerint nincs és nem is volt (1. szám), azonban a Transformers: The Movie c. rajzfilm szerint két holdja is volt. Igaz, ezek Unikron támadása miatt 2005-ben elpusztultak.

## Helyszínek

### Városok
- Iacon – Az autobotok fővárosa. A legnagyobb város, egy hatalmas kupola fedte be, ám ez a háború során nagyrészt beomlott.
- Tarn – A második legnagyobb város, Megatron szülővárosa.
- Vos – Üstökös szülővárosa.
- Polyhex –  Straxus kormányzó városa, itt található az olvasztótégely és itt építették meg az Űrhidat
- Kalis
- Cybertropolis - a Beast Machines-ban Kibertron fővárosa és 10 millió alakváltó otthona.
- Kaon - az álcák fővárosa az új feldolgozásokban.
- Tyrest – Kalissal szomszédos város
- Helex – az álcák fővárosa.
- Stanix

### Egyéb helyek
- Boltax - Boltax tudós otthona, számos csapdával védve. Itt őrizték az alapbázist, amely a világ összes tudását tartalmazta. Optimusz fővezér és Megatron harca során elveszett a világűrben.
- The Manganese Mountains
- A Sonic völgy – Kibertron leghangosabb helye.